# Umberto de Toscana
Umberto (sau Hubert, Humbert) (d. 15 septembrie 967 sau martie 970) a fost margraf de Toscana între 936 și 961 și duce de Spoleto între 943 și 946.
Umberto făcea parte din Familia Bosonizilor, fiind fiul ilegitim al regelui Ugo de Arles de Italia cu concubina acestuia, Wandelmoda.
El a devenit margraf de Toscana, fiind numit de către tatăl său by his father din 936, după depunerea unchiului său Boso de Toscana. În 941, a fost făcut conte palatin și a devenit duce de Spoleto și margraf de Camerino din 942 sau 943, după ce Sarlion de Spoleto a fost înlăturat din cauza asasinării ducelui anterior, Anscar. 
Ca guvernator în Toscana și Spoleto și, prin aceasta, al întregii Italii centrale, Umberto devenise cel mai puternic vasal al regelui Berengar al II-lea de Italia. Împreună cu papa Ioan al XII-lea, Umberto l-a invitat pe regele german Otto I "cel Mare" să treacă Alpii pentru a prelua coroana regală a Italiei de la Berengar al II-lea de Ivrea, care se dovedea incapabil să conducă. 
În 945 sau 946, Umberto a fost înlăturat de la conducerea Ducatului de Spoleto. Mai tîrziu, în 13 februarie 961 sau 962, a fost alungat și de la conducerea Toscanei.
El a fost căsătorit cu Willa, fiică a ducelui Bonifaciu I de Spoleto. Cu aceasta, a avut un fiu și trei fiice: Ugo, devenit margraf de Toscana în locul lui Umberto; Waldrada, căsătorită cu Dogele Veneției Pietro al IV-lea Candiano; Bertha (Berta), căsătorită cu Arduin de Ivrea; și Willa, căsătorită cu Tedald de Canossa. De asemenea, Umberto a fost întemeietorul bisericii de la Badia Fiorentina, astăzi în Florența.  
1. ↑  Dizionario Biografico degli Italiani, accesat în 12 noiembrie 2021